# Chicago P.D. (8.ª temporada)
A oitava temporada da série de televisão dramática estadounidense Chicago P.D. foi encomendada em 27 de fevereiro de 2020 pela NBC, estreou em 11 de novembro de 2020 e foi finalizada em 26 de maio de 2021, contando com 16 episódios. A temporada foi produzida pela Universal Television em associação com a Wolf Entertainment, com Dick Wolf como produtor executivo e Derek Haas, Michael Brandt e Rick Eid como produtores. A temporada foi ao ar na temporada de transmissão de 2020-21 às noites de quarta-feira às 22h00, horário do leste dos EUA.
Essa temporada não conta com Lisseth Chavez como Oficial Vanessa Rojas, que foi introduzida na temporada anterior.
A oitava temporada estrela Jason Beghe como Sargento Henry "Hank" Voight, Jesse Lee Soffer como Detetive Jay Halstead, Tracy Spiridakos como Detetive Hailey Upton, Patrick John Flueger como Oficial Adam Ruzek, Marina Squerciati como Oficial Kim Burgess, LaRoyce Hawkins como Oficial Kevin Atwater e Amy Morton como Sargento Trudy Platt.
A temporada terminou com uma audiência média de de 9.73 milhões de telespectadores e ficou classificada em 10.º lugar na audiência total e classificada em 10.º no grupo demográfico de 18 a 49 anos.

## Elenco e personagens

### Principal
- Jason Beghe como Sargento Henry "Hank" Voight
- Jesse Lee Soffer como Detetive Jay Halstead
- Tracy Spiridakos como Detetive Hailey Upton
- Patrick John Flueger como Oficial Adam Ruzek
- Marina Squerciati como Oficial Kim Burgess
- LaRoyce Hawkins como Detetive Kevin Atwater
- Amy Morton como Sargento Trudy Platt

### Recorrente
- Nicole Ari Parker como Superintendente Samantha Miller[2]
- Cleveland Berto como Oficial Andre Cooper[5]
- Elena Marisa Flores como Oficial Rosado
- Jack Coleman como Disco Bob Ruzek
- Ramona Edith Williams como Makayla Ward
- Jocelyn Zamudio como Elena Sanchez

## Episódios
| N.º na série | N.º na temp. | Título              | Dirigido por       | Escrito por                                                   | Exibição original       | Audiência (milhões) |
| --- | ------------ | ------------------- | ------------------ | ------------------------------------------------------------- | ----------------------- | ------------------- |
| 149 | 1            | "Fighting Ghosts"   | Eriq La Salle      | História por : Rick Eid & Gavin Harris Roteiro por : Rick Eid | 11 de novembro de 2020  | 6.43                |
| Voight e o restante da unidade de inteligência lidam com a revolução da reforma policial e a COVID-19. Enquanto isso, a unidade de Inteligência investiga um tiroteio que envolve uma criança de cinco anos. Ao lidar com a brutalidade policial, Atwater sugere não se envolver em altercações físicas com o suspeito, para consternação de Voight. Além disso, Voight é apresentado à nova vice-superintendente, Samantha Miller. Mais tarde, Atwater briga com Voight sobre a forma como a polícia confronta os suspeitos, e Voight diz a Atwater para encontrar outro emprego se ele quiser discutir sobre como a Unidade de Inteligência funciona. Mais tarde, Atwater é atacado por várias pessoas desconhecidas e luta para se levantar. |              |                     |                    |                                                               |                         |                     |
| 150 | 2            | "White Knuckle"     | Nicole Rubio       | Gwen Sigan                                                    | 18 de novembro de 2020  | 6.38                |
| Depois que o filho de um vereador local altamente respeitado é suspeito de assassinato, Miller tenta pressionar Voight a acusar o adolescente de forma rápida e silenciosa, sem que ele seja suspeito de favorecimento racial. Enquanto isso, Atwater e Voight continuam tendo divergências sobre como lidar com a insensibilidade racial que Atwater está enfrentando dentro do departamento de polícia. O assédio contínuo de Nolan contra Atwater continua a aumentar, e as coisas vêm à tona quando Ruzek é ferido devido a policiais de patrulha não responderem aos pedidos de reforço da unidade de Atwater. Diante da possibilidade de perder o distintivo ou aceitar um acordo que atrapalharia sua carreira e o impediria de deixar a Inteligência ou mesmo ser promovido ao posto de detetive, Atwater escolhe uma terceira opção quando confronta e ameaça processar Nolan e o Departamento de Polícia de Chicago se o trote continuar, enquanto o policial desonesto concorda em recuar. |              |                     |                    |                                                               |                         |                     |
| 151 | 3            | "Tender Age"        | Eriq La Salle      | Gwen Sigan                                                    | 13 de janeiro de 2021   | 6.58                |
| Durante a patrulha, Burgess e Ruzek descobrem uma garotinha vagando sozinha pelas ruas e também descobrem que sua família foi assassinada e ela é a única testemunha. Embora estranho no início, Burgess consegue fazer a garota, Makayla, se abrir e formar um vínculo com ela. A unidade logo descobre que o pai biológico de Makayla foi o responsável pelos assassinatos porque estava tentando trazer sua filha de volta. Depois de ser preso, Burgess se despede de Makayla enquanto ela vai morar com a família e expressa a Ruzek que ela ainda nutre o desejo de ser mãe, mas não tem certeza de sua capacidade de ser mãe e policial devido ao aborto espontâneo anterior. Enquanto isso, Upton recebe uma oferta de emprego no FBI em Nova York, mas recusa e finalmente expressa seus sentimentos por Halstead, o que o leva a beijá-la. |              |                     |                    |                                                               |                         |                     |
| 152 | 4            | "Unforgiven"        | Chad Saxton        | Rick Eid & Gavin Harris                                       | 27 de janeiro de 2021   | 5.97                |
| A unidade de Inteligência investiga o assassinato de um policial de Chicago. Upton logo descobre que o suspeito pode ter rancor do policial antes do assassinato. No entanto, as fotos de vigilância levam os detetives em uma direção diferente para uma vítima de violência doméstica que o policial estava ajudando, e eles logo percebem que seu ex-namorado abusivo era o verdadeiro culpado. Enquanto isso, Voight luta para fazer a vice-superintendente participar da investigação. Além disso, Upton e Halstead reacenderam seu romance, e Upton se vê incapaz de enfrentar seu pai devido à sua história abusiva depois de saber que ele sofreu uma emergência médica. |              |                     |                    |                                                               |                         |                     |
| 153 | 5            | "In Your Care"      | Charles S. Carroll | Gwen Sigan                                                    | 3 de fevereiro de 2021  | 6.09                |
| A Unidade de Inteligência investiga uma onda de roubos de carros violentos e descobre que os infratores são um grupo de adolescentes adotivos e membros de uma rede de prostituição adolescente que envelheceram fora do sistema de adoção. Depois de prender um deles, Burgess descobre que os adolescentes estão roubando seus clientes na esperança de construir uma vida melhor para eles e se vê em conflito, acreditando que o sistema os decepcionou. Além dessa investigação, Burgess descobre que a prima de Makayla não conseguiu cuidar dela, levando Burgess a tomar uma decisão impulsiva e potencialmente transformadora. |              |                     |                    |                                                               |                         |                     |
| 154 | 6            | "Equal Justice"     | Eric Laneuville    | Daniel Arkin                                                  | 10 de fevereiro de 2021 | 6.31                |
| Durante uma vigilância, o disfarce da Unidade de Inteligência é descoberto ao encontrar um homem que foi pego vendendo heroína. O homem revela que está trabalhando para uma gangue para descobrir quem matou seu filho que não estava envolvido com gangues. Halstead logo descobre que o filho pode ter sido morto por causa de um relacionamento. |              |                     |                    |                                                               |                         |                     |
| 155 | 7            | "Instinct"          | Chad Saxton        | Scott Gold                                                    | 17 de fevereiro de 2021 | 5.87                |
| Depois que uma série de traficantes de metanfetamina são mortos em uma emboscada, Ruzek pede a ajuda de seu melhor informante, que tem conhecimento de gangues e traficantes em Chicago. Ruzek logo percebe que seu informante não está totalmente limpo de metanfetamina e pode comprometer a investigação. |              |                     |                    |                                                               |                         |                     |
| 156 | 8            | "Protect and Serve" | Eriq La Salle      | Gwen Sigan & Ike Smith                                        | 10 de março de 2021     | 5.89                |
| A vice-superintendente Miller pede à Unidade de Inteligência para prender e proteger um patrulheiro que assassinou um jovem negro em uma parada de trânsito de rotina. O evento foi registrado em vídeo e divulgado nas redes sociais. Quando a filmagem se torna viral, Ruzek e Atwater são emboscados no esconderijo da delegacia, forçando Voight a pensar que há um trabalho interno. Ruzek e Atwater discutem sobre o que aconteceu, enquanto Wheelan insiste que agiu em legítima defesa. |              |                     |                    |                                                               |                         |                     |
| 157 | 9            | "Impossible Dream"  | Charles S. Carroll | Rick Eid & Gavin Harris                                       | 17 de março de 2021     | 6.21                |
| Miller pede a Voight para usar o policial Andre Cooper como parte de uma operação secreta para derrubar um membro de uma gangue quando um empresário local é morto a tiros a sangue frio. Mais tarde, Cooper começa a se relacionar com o suspeito, contando a ele sobre sua vida pessoal. As coisas ficam pessoais para Atwater, já que ele costumava patrulhar as mesmas ruas quando era patrulheiro. |              |                     |                    |                                                               |                         |                     |
| 158 | 10           | "The Radical Truth" | Lisa Demaine       | Scott Gold                                                    | 31 de março de 2021     | 6.42                |
| O pai de Ruzek, o oficial "Disco" Bob Ruzek, é sequestrado por uma gangue que quer a identidade de um valioso informante confidencial em troca de sua vida, e a Unidade de Inteligência deve encontrar uma maneira de resgatá-lo sem colocar em perigo o informante. Enquanto investiga, Ruzek descobre um segredo devastador sobre seu pai que pode afetar seu próprio futuro na delegacia e na Inteligência, e um desenvolvimento repentino no caso resulta em uma brecha no relacionamento de Ruzek e Burgess. |              |                     |                    |                                                               |                         |                     |
| 159 | 11           | "Signs of Violence" | Bethany Rooney     | Gwen Sigan                                                    | 7 de abril de 2021      | 5.80                |
| A Unidade de Inteligência investiga o desaparecimento e sequestro de uma pequena família com histórico de violência doméstica e problemas financeiros e o caso desperta memórias dolorosas da infância de Upton, levando-a a discutir com Voight sobre como resolvê-lo. Enquanto isso, o relacionamento de Upton e Halstead chega a um aparente impasse depois que Upton se vê incapaz de responder à declaração de amor de Halstead por ela. |              |                     |                    |                                                               |                         |                     |
| 160 | 12           | "Due Process"       | Guy Ferland        | Rick Eid & Gavin Harris                                       | 21 de abril de 2021     | 5.89                |
| A unidade de Inteligência investiga um estuprador em série que cometeu uma série de assassinatos e deixa pouca ou nenhuma evidência. Depois que a vice-superintendente Miller argumenta que a delegacia deve seguir os livros quando se trata de trabalho policial, Voight tenta resistir às suas tendências normais quando se trata de sua maneira de investigar. Miller pede a Voight para incluir um detetive suspenso, que estava liderando a investigação original, para obter ajuda, mas Voight mais tarde tem motivos para se preocupar que ela possa se envolver demais nisso. |              |                     |                    |                                                               |                         |                     |
| 161 | 13           | "Trouble Dolls"     | John Polson        | Scott Gold                                                    | 5 de maio de 2021       | 5.67                |
| A Inteligência investiga o assassinato brutal de uma jovem grávida envolvida ilegalmente em uma rede de adoção falsa. Enquanto isso, Burgess contempla uma decisão sobre quem deve ser responsável por criar sua filha recém-adotada, Makayla, se algo acontecer com ela. |              |                     |                    |                                                               |                         |                     |
| 162 | 14           | "Safe"              | S.J. Main Muñoz    | Gavin Harris                                                  | 12 de maio de 2021      | 5.94                |
| Enquanto a equipe investiga uma série de invasões de casas brutais, Upton se pergunta se seu relacionamento com Halstead está afetando seu trabalho policial e mergulha no caso em um esforço para provar o contrário. Voight começa a suspeitar que Upton e Halstead estão romanticamente envolvidos. |              |                     |                    |                                                               |                         |                     |
| 163 | 15           | "The Right Thing"   | Vince Misiano      | Rick Eid & Gwen Sigan                                         | 19 de maio de 2021      | 5.64                |
| Uma tentativa de ajudar um informante recém-criado a sair de uma dívida de drogas inadvertidamente leva a uma grande operação criminosa clandestina. Enquanto a Unidade investiga e tenta fechá-la, as ideologias conflitantes entre Voight e a vice-superintendente Miller e os esforços para aderir à política policial reformada impedem a investigação, e a vice-superintendente Miller começa a questionar suas próprias decisões quando alguém próximo a ela está em perigo. Burgess é atacada durante uma investigação. |              |                     |                    |                                                               |                         |                     |
| 164 | 16           | "The Other Side"    | Chad Saxton        | Rick Eid & Gwen Sigan                                         | 26 de maio de 2021      | 6.33                |
| Burgess é agredida e sequestrada durante uma investigação, e a Unidade de Inteligência se vê em uma corrida contra o tempo para resgatá-la antes que seja tarde demais. As tensões e os temperamentos aumentam, resultando em Ruzek e Atwater entrando em conflito quando eles discordam sobre o curso de ação adequado a ser tomado enquanto Burgess luta para permanecer viva depois de ser baleado e dada como morta, e Voight cruza uma linha familiar, mas perigosa, em sua determinação de encontrá-la. |              |                     |                    |                                                               |                         |                     |

## Produção
As filmagens da temporada 8 começaram em 6 de outubro de 2020. Foi anunciado após o fim da sétima temporada que Lisseth Chávez não poderia voltar para completar o enredo de sua personagem. Isso se deveu ao fato de o personagem "nunca ter gostado totalmente dos fãs ou dos produtores." Em 22 de setembro de 2020, Nicole Ari Parker se juntou ao elenco como a superintendente adjunta Samantha Miller. Em dezembro de 2020, Cleveland Berto foi anunciado para se juntar ao elenco principal no papel de Jalen Walker. O personagem foi posteriormente renomeado para Andre Cooper e Berto foi creditado apenas em três episódios como ator convidado.

## Recepção

### Audiência
| №  | Título              | Exibição original       | Rating/share (18–49) | Audiência (em milhões) | DVR (18–49) | Audiência em DVR (milhões) | Total (18–49) | Audiência total (em milhões) |
| -- | ------------------- | ----------------------- | -------------------- | ---------------------- | ----------- | -------------------------- | ------------- | ---------------------------- |
| 1  | "Fighting Ghosts"   | 11 de novembro de 2020  | 1.0                  | 6.43                   | 0.9         | 4.04                       | 1.8           | 10.48                        |
| 2  | "White Knuckle"     | 18 de novembro de 2020  | 0.8                  | 6.38                   | 0.8         | 3.62                       | 1.6           | 10.01                        |
| 3  | "Tender Age"        | 13 de janeiro de 2021   | 1.0                  | 6.58                   | 0.8         | 3.66                       | 1.8           | 10.25                        |
| 4  | "Unforgiven"        | 27 de janeiro de 2021   | 0.9                  | 5.97                   | N/A         | N/A                        | N/A           | N/A                          |
| 5  | "In Your Care"      | 3 de fevereiro de 2021  | 0.8                  | 6.09                   | N/A         | N/A                        | N/A           | N/A                          |
| 6  | "Equal Justice"     | 10 de fevereiro de 2021 | 0.9                  | 6.31                   | 0.8         | 3.80                       | 1.7           | 10.12                        |
| 7  | "Instinct"          | 17 de fevereiro de 2021 | 0.9                  | 5.87                   | 0.8         | 3.76                       | 1.6           | 9.64                         |
| 8  | "Protect and Serve" | 10 de março de 2021     | 0.8                  | 5.89                   | 0.7         | 3.73                       | 1.6           | 9.62                         |
| 9  | "Impossible Dream"  | 17 de março de 2021     | 0.9                  | 6.21                   | N/A         | N/A                        | N/A           | N/A                          |
| 10 | "The Radical Truth" | 31 de março de 2021     | 1.0                  | 6.42                   | 0.5         | 2.66                       | 1.5           | 9.08                         |
| 11 | "Signs of Violence" | 7 de abril de 2021      | 0.8                  | 5.80                   | 0.7         | 3.58                       | 1.5           | 9.38                         |
| 12 | "Due Process"       | 21 de abril de 2021     | 0.9                  | 5.89                   | 0.8         | 3.76                       | 1.7           | 9.66                         |
| 13 | "Trouble Dolls"     | 5 de maio de 2021       | 0.9                  | 5.67                   | 0.7         | 3.45                       | 1.6           | 9.12                         |
| 14 | "Safe"              | 12 de maio de 2021      | 0.8                  | 5.94                   | 0.6         | 3.31                       | 1.5           | 9.25                         |
| 15 | "The Right Thing"   | 19 de maio de 2021      | 0.8                  | 5.64                   | 0.6         | 3.50                       | 1.4           | 9.14                         |
| 16 | "The Other Side"    | 26 de maio de 2021      | 0.9                  | 6.33                   | 0.6         | 3.25                       | 1.5           | 9.58                         |

Notas
1. ↑  A audiência ao vivo+7 dias não estava disponível, portanto, a audiência ao vivo+3 dias foi usada.

## Lançamento em DVD
| Chicago P.D. – Season Eight                                                                           | | |                           |                           |                           |
| Detalhes do DVD                                                                                       | Detalhes do DVD                                                                                       | Detalhes do DVD                                                                                       | Características Especiais | Características Especiais | Características Especiais |
| - 16 episódios - 4 discos - Áudio em Inglês (Dolby Digital 5.1 Surround) - Legendas: Inglês e Francês | - 16 episódios - 4 discos - Áudio em Inglês (Dolby Digital 5.1 Surround) - Legendas: Inglês e Francês | - 16 episódios - 4 discos - Áudio em Inglês (Dolby Digital 5.1 Surround) - Legendas: Inglês e Francês | Não possui                | Não possui                | Não possui                |
| Datas de lançamento                                                                                   | | |                           |                           |                           |
| Região 1                                                                                              | Região 1                                                                                              | Região 2                                                                                              | Região 2                  | Região 4                  | Região 4                  |
| 7 de setembro de 2021                                                                                 | 7 de setembro de 2021                                                                                 | 6 de setembro de 2021                                                                                 | 6 de setembro de 2021     | 22 de setembro de 2021    | 22 de setembro de 2021    |